# You Don’t Know My Name
You Don’t Know My Name ist ein R&B-Lied der US-amerikanischen R&B/Soul-Sängerin Alicia Keys.

## Entstehung und Veröffentlichung
You Don’t Know My Name war die erste Singleauskopplung aus ihrem zweiten Studioalbum The Diary of Alicia Keys aus dem Jahre 2003. Das Lied wurde von Keys geschrieben und mit Kanye West produziert. Im November 2003 wurde das Lied als erste Single des Albums veröffentlicht und gesamplet mit dem Lied Let Me Prove My Love to You aus dem Jahre 1974 von The Main Ingredient. Es wurde Keys dritter Top-Ten-Hit in den USA und erreichte Platz 3 in den Billboard Hot 100 und belegte für 8 Wochen Platz 1 in den Hot R&B/Hip-Hop Songs Charts. Das Lied gewann einen Grammy Award in der Kategorie Best R&B Song bei den Grammy Awards 2005. 2008 samplete Lil Wayne You Don’t Know My Name in seinem Hit Comfortable.

## Musikvideo
Die Regie führte Chris Robinson. Im Video spielt Alicia Keys eine Bedienung in einem Café, die heimlich in einen Stammgast (gespielt von Mos Def) verliebt ist, der sie aber kaum wahrnimmt. In dem Lokal wird regelmäßig eine Tombola veranstaltet, bei der als Hauptgewinn ein Gratismenu verlost wird. In einem Tagtraum zieht sie seine Visitenkarte und erhält so seine Telefonnummer. Sie ruft ihn an, gesteht ihm ihre Liebe und schlägt ihm eine Verabredung vor. Auf einer Party treffen sich die beiden und kommen sich näher...
Dass diese Ereignisse nur in ihrer Vorstellung stattfanden, wird deutlich, als der Stammgast abermals ins Lokal einkehrt. Erst als die Bedienung ihn fragt, ob er (wie üblich) eine heiße Schokolade wünsche, treffen sich kurz ihre Blicke. Als der Stammgast das Restaurant wieder beinahe wortlos verlässt, bleibt sie traurig zurück. Sie blickt ihm wehmütig nach und fragt sich dabei, ob er jemals wisse, dass sie ihn liebe.

## Sonstiges
Neben Mos Def hat auch Keys’ Mutter einen kurzen Cameo-Auftritt. Sie spielt eine Köchin.

## Charts
| ChartsChartplatzierungen       | Höchstplatzierung | Wochen |
| ------------------------------ | ----------------- | ------ |
| Deutschland (GfK)              | 68 (9 Wo.)        | 9      |
| Österreich (Ö3)                | 48 (4 Wo.)        | 4      |
| Schweiz (IFPI)                 | 26 (9 Wo.)        | 9      |
| Vereinigtes Königreich (OCC)   | 19 (9 Wo.)        | 9      |
| Vereinigte Staaten (Billboard) | 3 (20 Wo.)        | 20     |